# Catu
Catu és un municipi brasiler de l'estat de Bahia localitzat en la regió nord-est de l'estat, a 78 quilòmetres de Salvador, regió metropolitana de la qual forma part. La seva població és de 54.970 habitants, segon el cens IBGE del 2020. El municipi mesura 416,216 km².
El poblat fou fundat en el segle xviii per colons procedents de diverses capitanies brasileres, i va ser convertit en municipi el 1868, amb el nom de Santana do Catu.